# Aplomya
Aplomya is een geslacht van vliegen (Brachycera) uit de familie van de sluipvliegen (Tachinidae). De wetenschappelijke naam van het geslacht is voor het eerst gepubliceerd in 1830 door Jean-Baptiste Robineau-Desvoidy.

## Soorten
- A. caesar (Aldrich, 1916)
- A. confinis (Fallen, 1820)
- A. crassiseta (Aldrich and Webber, 1924)
- A. distans (Villeneuve, 1916)
- A. doloma Reinhard, 1958
- A. hortulana (Meigen, 1824)
- A. latimana Villeneuve, 1934
- A. lycaena (Curran, 1927)
- A. polita (Coquillett, 1897)
- A. poultoni (Villeneuve, 1922)
- A. theclarum (Scudder, 1887)
- A. versicolor (Curran, 1927)